# En vikingafilm
En vikingafilm är ett svenskt filmspex i fem avdelningar från 1922 i regi av Ragnar Ring.

## Om filmen
Filmen premiärvisades 24 november 1922 på biograf Imperial i Örebro. Filmen spelades in med finansiärt stöd av Industri AB Viking i Örebro av Carl Hilmers. 

## Roller
- Harald Wehlnor - Karl Johan Vikingson alias björn
- Sigrid Ahlström -  Blenda
- Bror Erik Meurk -  Atle
- Gustaf Hallström - Oden
- Dagmar Waldner - Odens gemål
- Ragnar Ring - Björns faders vålnad
- Gustaf Axel Anderson - Blendas far
- Carl Axel Tamm - doktorn
- Bertil Palmgren
- A.E. Lind